# Giuseppe Molinari (arcivescovo)
Giuseppe Molinari (Scoppito, 11 gennaio 1938) è un arcivescovo cattolico italiano, dall'8 giugno 2013 arcivescovo emerito dell'Aquila.

## Biografia
Nasce a Scoppito, in provincia ed arcidiocesi dell'Aquila, l'11 gennaio 1938.

### Formazione e ministero sacerdotale
Nel 1949 entra nel seminario minore dell'Aquila; qui frequenta le scuole medie e il ginnasio. Nel 1954 si trasferisce nel Pontificio seminario regionale "San Pio X" di Chieti, presso cui frequenta il liceo classico e i corsi di teologia.
Il 29 giugno 1962 è ordinato presbitero, nella chiesa di San Giacomo apostolo a Scoppito, dall'arcivescovo Costantino Stella.
Si laurea in teologia e paleografia archivistica e diplomatica presso la Pontificia Università Lateranense e studia teologia morale all'Accademia alfonsiana in Roma.
Dopo l'ordinazione diventa padre spirituale del seminario minore dell'Aquila, ricopre l'incarico fino al 1973, quand'è nominato direttore dell'ufficio matrimoni della curia arcivescovile; al contempo, dal 1968, è vicario parrocchiale della cattedrale dell'Aquila, poi delle parrocchie di San Pietro, San Biagio. Dal 1975 è parroco di San Flaviano. Nel 1984, lasciando i precedenti incarichi, è nominato parroco di Santa Rita e vicario generale dell'arcidiocesi; mantiene gli incarichi fino alla nomina episcopale. Nel 1987 è nominato prelato d'onore di Sua Santità.
È membro e segretario della commissione presbiterale regionale, dal 1985 al 1989, membro della commissione presbiterale nazionale, dal 1987 al 1989, assistente ecclesiastico dei ragazzi di Azione Cattolica, dell'UNITALSI, del MEIC, di Rinascita Cristiana e dell'Unione cattolica della stampa italiana.

### Ministero episcopale
Il 30 settembre 1989 papa Giovanni Paolo II lo nomina vescovo di Rieti; succede a Francesco Amadio, dimessosi per raggiunti limiti di età. L'8 dicembre successivo riceve l'ordinazione episcopale dall'arcivescovo Mario Peressin, coconsacranti il vescovo Francesco Amadio e l'arcivescovo Cleto Bellucci. Il 6 gennaio 1990 prende possesso della diocesi.
Il 16 marzo 1996 lo stesso pontefice lo nomina arcivescovo coadiutore dell'Aquila, succedendo alla medesima sede il 6 giugno 1998, dopo le dimissioni dello stesso Peressin. Il 29 giugno riceve il pallio, nella basilica di San Pietro in Vaticano, dal papa.
È stato membro della Commissione episcopale per l'evangelizzazione dei popoli e la cooperazione tra le Chiese della Conferenza Episcopale Italiana.
Nella notte del 6 aprile 2009 sopravvive al crollo di parte del Palazzo arcivescovile dell'Aquila per il violento sisma che colpisce la città, mietendo 309 vittime. Il 28 aprile seguente accoglie papa Benedetto XVI, giunto all'Aquila in visita ai terremotati.
Il 18 maggio 2011 erige la chiesa di San Pietro della Ienca, scelta da papa Wojtyła come "luogo di contemplazione di Dio a contatto con la natura", in Santuario diocesano "Beato Giovanni Paolo II".
L'8 giugno 2013 papa Francesco accoglie la sua rinuncia al governo pastorale dell'arcidiocesi dell'Aquila, presentata per raggiunti limiti di età; gli succede Giuseppe Petrocchi, fino ad allora vescovo di Latina-Terracina-Sezze-Priverno. Rimane amministratore apostolico dell'arcidiocesi fino all'ingresso del successore, avvenuto il 7 luglio successivo.

## Genealogia episcopale
La genealogia episcopale è:
- Cardinale Scipione Rebiba
- Cardinale Giulio Antonio Santori
- Cardinale Girolamo Bernerio, O.P.
- Arcivescovo Galeazzo Sanvitale
- Cardinale Ludovico Ludovisi
- Cardinale Luigi Caetani
- Cardinale Ulderico Carpegna
- Cardinale Paluzzo Paluzzi Altieri degli Albertoni
- Papa Benedetto XIII
- Papa Benedetto XIV
- Cardinale Enrico Enriquez
- Arcivescovo Manuel Quintano Bonifaz
- Cardinale Buenaventura Córdoba Espinosa de la Cerda
- Cardinale Giuseppe Maria Doria Pamphilj
- Papa Pio VIII
- Papa Pio IX
- Cardinale Alessandro Franchi
- Cardinale Giovanni Simeoni
- Cardinale Antonio Agliardi
- Cardinale Basilio Pompilj
- Cardinale Adeodato Piazza, O.C.D.
- Cardinale Sebastiano Baggio
- Arcivescovo Mario Peressin
- Arcivescovo Giuseppe Molinari

## Araldica
| Stemma | Blasonatura |
| ------ | --- |
|        | D'azzurro alla stella (6) d'argento nel cantone destro del capo, alla spiga d'oro nel cantone sinistro della punta. Alla traversa d'argento caricata da tre gemme di rosso. |

## Opere
- Antologia storico-critica della letteratura italiana, Bologna, Book, 1991,  p. 427, ISBN 88-7232-017-8.
- O tu, abbi pietà: la ricerca religiosa di Cesare Pavese, Milano, Àncora, 2006,  p. 222, ISBN 88-514-0363-5.
- Storia dei reali inglesi, Roma, Il Filo, 2008,  p. 491, ISBN 978-88-567-0041-1.
- Il prigioniero del Signore: le quattro stagioni dell'apostolo Paolo, Todi, Tau, 2008,  p. 30, ISBN 978-88-6244-029-5.
- Predicatelo sui tetti. Lettere di un vescovo agli universitari, Tau, 2008,  p. 56, ISBN 978-88-6244-016-5.
- Il cammello e la cruna dell'ago. Riflessioni sul Vangelo e il denaro, Tau, 2008,  p. 32, ISBN 978-88-6244-014-1.
- Beati i misericordiosi: pensieri sul perdono e la riconciliazione, Todi, Tau, 2009,  p. 40, ISBN 978-88-6244-059-2.
- Consolate il mio popolo: lettera pastorale n. 11, Todi, Tau, 2010,  p. 22, ISBN 978-88-87472-96-7.
- San Pietro Celestino. Il profeta del perdono, Tau, 2010,  p. 32, ISBN 978-88-6244-106-3.
- Luigi Pirandello. Indagine teologica, Todi, Tau, 2011,  p. 367, ISBN 978-88-6244-132-2.
- Tu mi hai sedotto o Signore. Pensieri sul sacerdozio (PDF), Todi, Tau, 2012,  p. 79, ISBN 978-88-6244-190-2.